# كازوما شينا
كازوما شينا (باليابانية: 椎名 一馬) (مواليد 26 أغسطس 1986)، هو لاعب كرة قدم ياباني سابق كان يلعب كحارس مرمى.

## وصلات خارجية
- كازوما شينا على موقع رابطة كرة القدم اليابانية للمحترفين (اليابانية)
- كازوما شينا على موقع قاعدة بيانات كرة القدم.إي يو (الإنجليزية)
- كازوما شينا على موقع Soccerway.com (الإنجليزية)
- كازوما شينا على موقع عالم كرة القدم.نت (الإنجليزية)